# La sonrisa del diablo
La sonrisa del diablo es una telenovela mexicana realizada por Televisa en 1992 por Ernesto Alonso. Fue protagonizada antagónicamente por Rebecca Jones y Ernesto Laguardia (quienes interpretaron a una pareja de amantes ambiciosos y asesinos) además de Enrique Álvarez Félix y las actuaciones estelares de Blanca Sánchez, Jorge Vargas, Marcela Páez, Isaura Espinoza, Emilia Carranza, Ramón Abascal y Gilberto Román. 
Fue la segunda versión del mismo nombre La sonrisa del diablo en 1970 bajo la adaptación de Fernanda Villeli y Marcia Yance.

## Argumento
Déborah San Román es una atractiva y ambiciosa joven que no distingue entre el bien y el mal y no se detiene ante nada, ni siquiera ante el crimen, para lograr sus propósitos; siempre va sembrando a su paso destrucción, suicidios, miseria moral y económica. La joven necesita la admiración masculina para sentirse segura de sí misma, pero cuando se aburre de su enamorado en turno, no vacila en romper con él. 
Déborah nunca ha amado a nadie, pero llega el momento en que se apasiona de Rafael Galicia, un joven tan carente de escrúpulos como ella. Rafael es dueño de una afamada tienda de antigüedades que utiliza como tapadera para vender artículos robados y de contrabando con la intención de proporcionar a su hermano seguridad económica, servicios médicos y estudios, ya que está inválido a raíz de un accidente de tráfico que él provocó. 
Durante uno de los frecuentes viajes de Rafael a la frontera con EE. UU., Deborah conoce a Salvador Esparza, el hombre de quien se ha enamorado su hermana, Laura. Salvador es un viudo riquísimo, a quien Deborah seduce fácilmente con sus encantos, pero los hijos de Salvador, Beto y Patricia, la detestan desde el primer momento, y más aún cuando se casa con su padre, pues presienten que va tras su fortuna. Laura, desolada al perder el amor de Salvador, intenta a volver a su pueblo, pero sufre un accidente que la deja amnésica, y durante esa etapa entra a un mundo hasta entonces desconocido para ella.
Cuando Rafael regresa, Déborah le propone que vuelvan a tener relaciones pero ahora en secreto, ya que se ha convertido en una mujer casada. Mientras tanto, Salvador comenzará a descubrir las maquinaciones y engaños de Déborah, que seguirá prejudicando y traicionando a todos los que la rodean, pero el amor y la honestidad logrararán derrotarla.

## Elenco
- Rebecca Jones (+) - Déborah San Román (protagonista-villana principal)
- Ernesto Laguardia - Rafael Galicia
- Enrique Álvarez Félix (+) - Salvador Esparza
- Jorge Vargas (+) - Carlos Uribe
- Gabriela Hassel - Marilí Uribe
- Marcela Páez - Laura San Román
- Blanca Sánchez (+) - Martha Esparza
- Ramón Abascal - Roberto "Beto" Esparza
- Katia del Río - Patricia Esparza
- Emilia Carranza - Antonia Esparza
- Jaime Garza (+) - Víctor
- Elena Silva - Beatriz Gorozpe
- Gilberto Román - Roberto Hiniestra
- Miguel Ángel Negrete - Federico Espino
- Marco Hernán - Ramón Durán
- Mauricio Bonet - David "Junior" Rodríguez
- Isaura Espinoza - Leonor Gálvez
- César Castro - Ingeniero Rodrigo Salgado
- Yolanda Ciani (+) - Casandra Adler
- Rosario Gálvez (+) - Lena San Román
- Anel - Perla
- Adriana Parra - Rocío Bermúdez
- Graciela Bernardos (+) - Luz
- Martha Mariana Castro - Connie
- Gerardo Hemmer - Genaro Galicia
- Ismael Larumbe - Enrique Valencia
- Leonor Llausás (+)
- Ramón Menéndez - Nelson Simpson
- Magda Giner - Doris de Simpson
- Roberto Antúnez - Torritos
- Aurora Cortés (+) - Enedina
- Eduardo Liñán - Marcial
- Héctor Sáez - Teniente Agustín Ramírez
- Juan Carlos Serrán (+) - Poncho
- Abraham Stavans (+) - Maestro Barranco
- Rosario Zúñiga (+)
- Adriana Fierro
- Claudia Elisa Aguilar - Natalia
- María Dolores Oliva - Pachita
- Alejandro Camacho - Sr. Morelli (Actuación especial)

## Equipo de producción
- Libreto: Fernanda Villeli, Marcia Yance
- Original de: Luisa Xamar
- Edición literaria: Tere Medina
- Tema musical: La sonrisa del diablo
- Autor: Raúl Martell
- Escenografía: José Contreras
- Ambientación: Rafael Brizuela
- Luminotécnico: Sergio Treviño
- Coordinador artístico: Gerardo Lucio
- Jefe de producción: Víctor Soto
- Director de cámaras: Jesús Acuña Lee
- Asistente de dirección: Sergio Muñoz
- Gerente de producción: Guadalupe Cuevas
- Director: Arturo Ripstein
- Productor: Ernesto Alonso
- Fue una producción de: Televisa en MCMXCII

## Premios

### Premios TVyNovelas 1993
| Categoría            | Nominado(a)           | Resultado |
| -------------------- | --------------------- | --------- |
| Mejor villana        | Rebecca Jones         | Nominada  |
| Mejor primera actriz | Blanca Sánchez        | Nominada  |
| Mejor primer actor   | Enrique Álvarez Felix | Nominado  |

## Versiones
- La sonrisa del diablo es la adaptación de la telenovela del mismo nombre escrita por Luisa Xamar en 1970 y protagonizada por Maricruz Olivier y Norma Herrera. producida también por Ernesto Alonso
- En Brasil, se hizo una versión de esta telenovela en 1983. Se llamaba Anjo Maldito. Era común que la cadena SBT adaptara textos extranjeros para su producción de telenovelas.

- Datos: Q3616492